# Élections législatives françaises de 1869
Les élections législatives de 1869 renforcent l'opposition libérale et républicaine au régime du Second Empire. Elles se déroulent au suffrage universel masculin, comme toutes les élections depuis 1848.

## Contexte
En janvier 1867, l’empereur Napoléon III annonce ce qu'il appelle des « réformes utiles » et une « extension nouvelle des libertés publiques ». Un décret du 31 janvier 1867 remplace le droit d'adresse par le droit d'interpellation. La loi du 11 mai 1868 sur la presse abolit toutes les mesures préventives alors que la loi du 6 juin 1868 sur les réunions publiques supprime les autorisations préalables, sauf celles où sont traitées les questions religieuses ou politique. Néanmoins, la liberté des réunions électorales est reconnue.
En dépit du succès de l'exposition universelle qui a lieu à Paris, l'année 1867 est aussi, pour la France, particulièrement désastreuse sur le plan international. Au Mexique, la grande idée du règne se termine par une retraite militaire humiliante, tandis que l'Italie, comptant sur sa nouvelle alliance avec la Prusse, mobilise les forces révolutionnaires pour compléter son unité en conquérant Rome. La crise luxembourgeoise finit d'achever la crédibilité de la diplomatie impériale.
Au plan personnel, la santé de Napoléon III est de plus en plus mauvaise. À plusieurs reprises, il doit renoncer à présider le conseil des ministres et commence à parler d'abdication avec ses intimes alors que la prochaine législature doit être celle qui verrait le prince impérial atteindre sa majorité.

Instruction du ministère de l'intérieur pour l'organisation des réunions politiques au préfet du Rhône
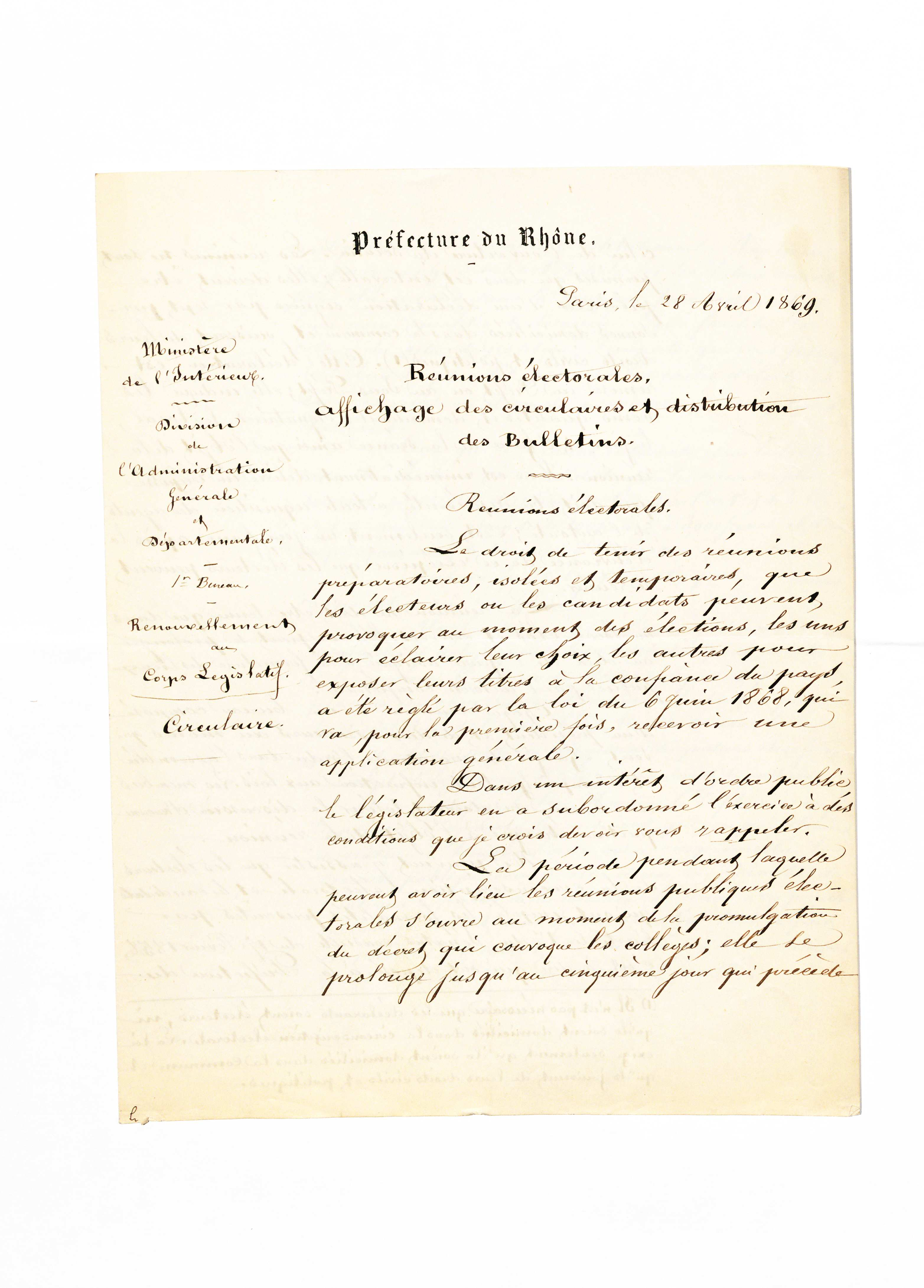
p. 1
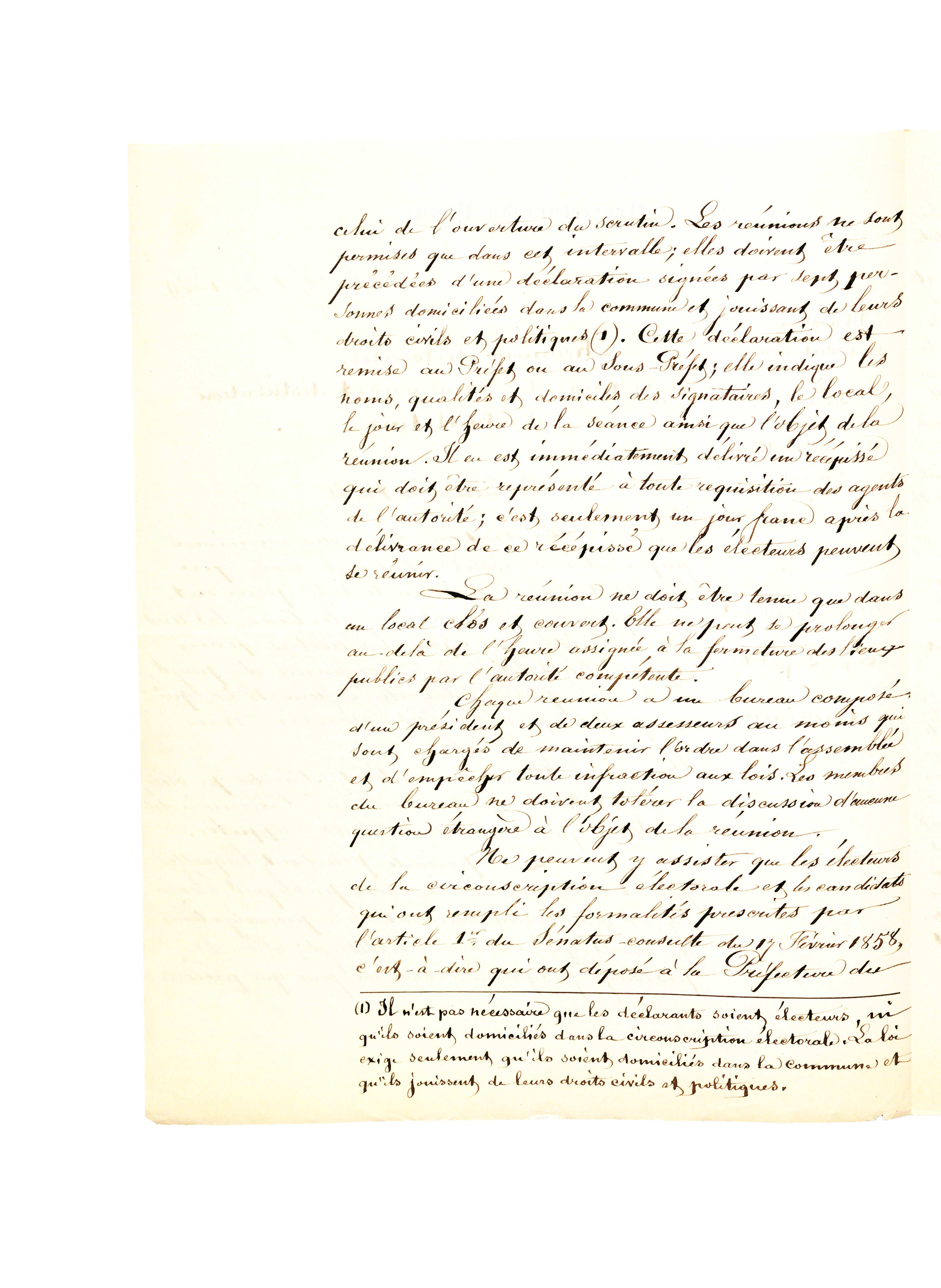
p. 2
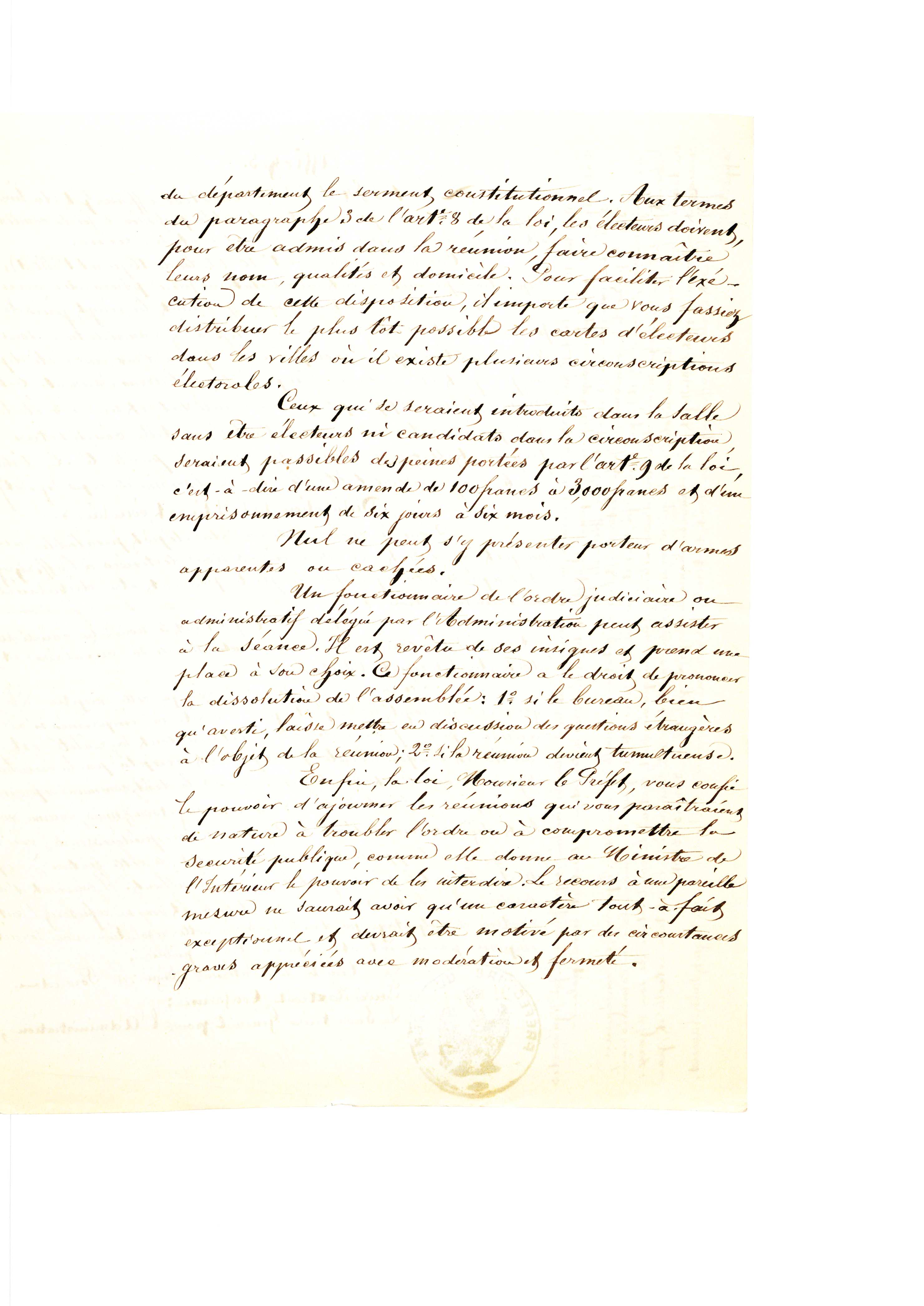
p. 3
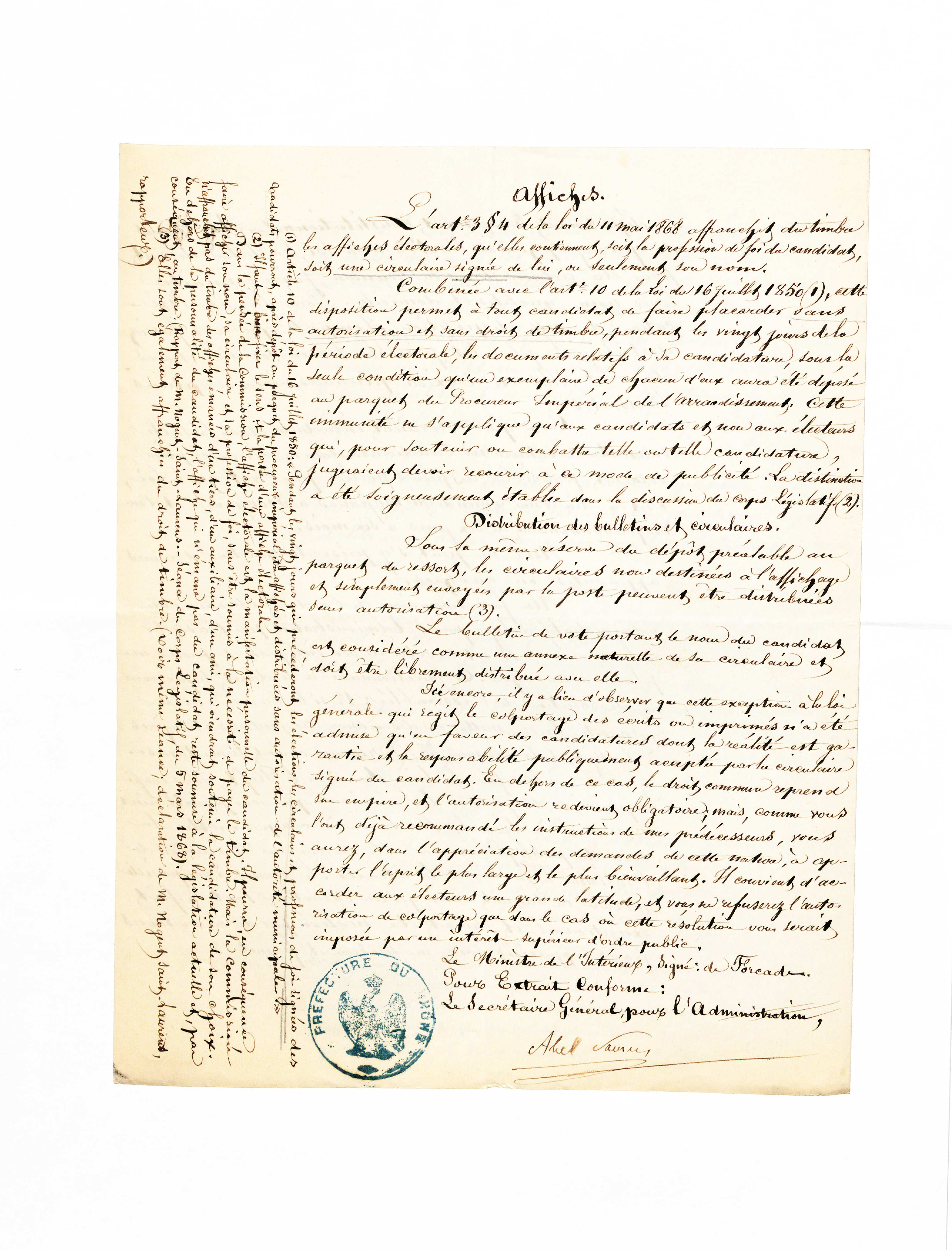
p. 4

## Les élections de mai 1869

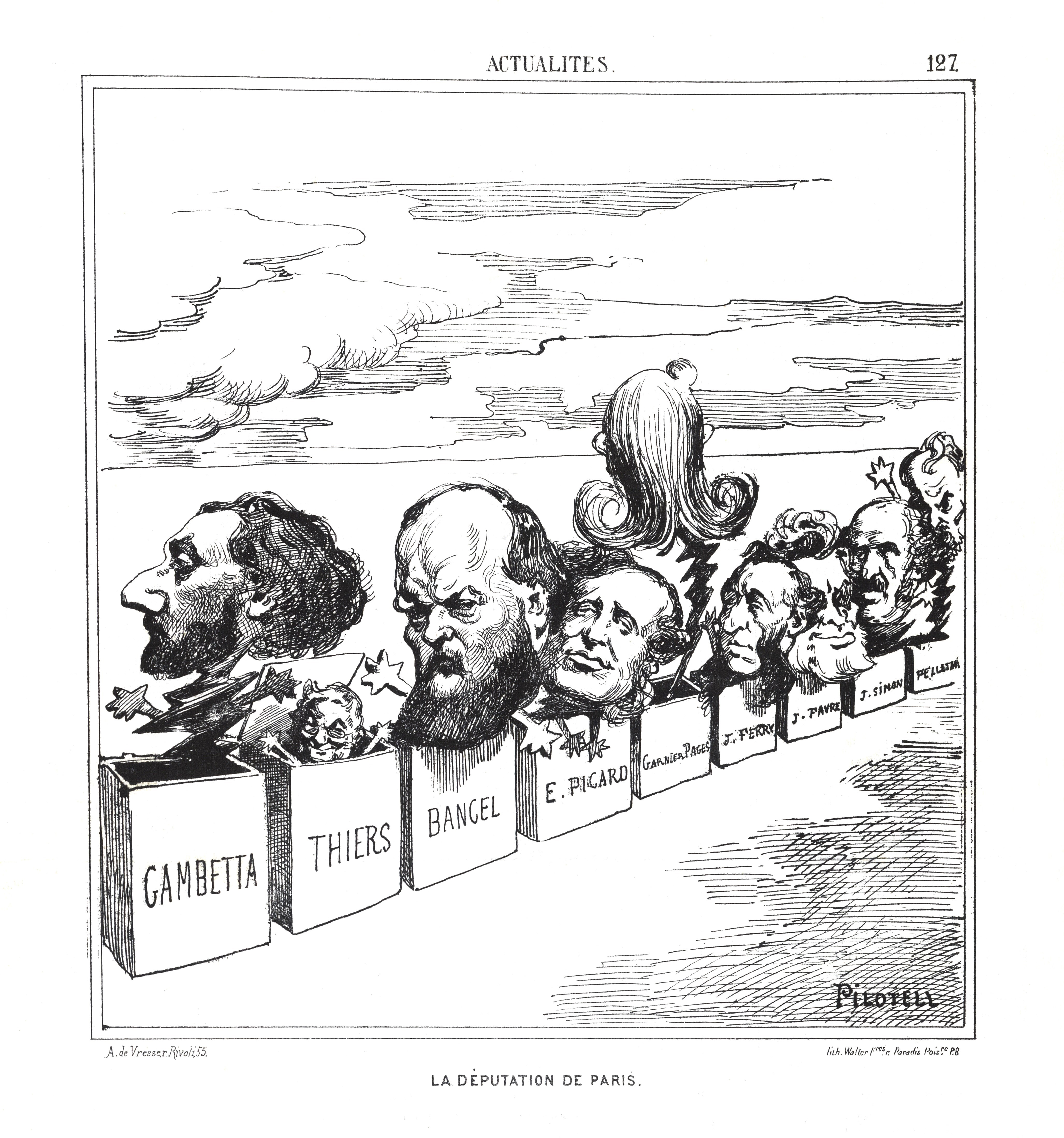
La députation de Paris : Léon Gambetta, Adolphe Thiers, Bancel, Ernest Picard, Garnier-Pagès, Jules Ferry, Jules Favre, Jules Simon, Camille Pelletan. Caricature de Pilotell dans Le Charivari (22 juin 1869).

Les élections législatives du 24 mai et du 7 juin 1869 donnent lieu à des combats de rue, ce qui ne n'était pas vu depuis plus de 15 ans. Elles marquent la renaissance de la vie politique avec une presse libre et des réunions publiques dans les grandes villes, surtout à Paris. La liberté de réunion, même si un fonctionnaire de police est présent dans la salle, permet à l'opposition de d'exprimer, parfois dans un certain désordre : il arrive que plusieurs candidats de courants différents parlent en même temps dans la même salle, dans des interruptions continuelles. Jules Simon, candidat républicain à Paris, raconte que son adversaire pro-gouvernemental Charles Lachaud n'osait pas prendre la parole dans les faubourgs ouvriers par crainte d'être chahuté et se contentait d'apparitions dans des banlieues paisibles comme Noisy-le-Sec ou Bobigny. Les réunions sont interdites dans les cinq jours qui précèdent le vote mais certains candidats pro-gouvernementaux ignorent cette restriction : ainsi, le même Lachaud tient des réunions publiques à la sous-préfecture de Saint-Denis. Le journal républicain La Presse note que l'électorat des campagnes est aussi touché par des banquets lors des comices agricoles.
Si les candidats favorables à l'Empire l'emportent avec 4 600 000 voix, l'opposition, majoritairement royaliste, rafle 3 300 000 voix et la majorité dans les grandes villes mais elle reste divisée, chez les républicains, entre modérés et révolutionnaires. Léon Gambetta est notamment élu à Paris. Une grande disparité se manifeste ainsi de nouveau entre la ville et les campagnes. Celles-ci sont beaucoup plus conservatrices, et continuent de voter pour l'Empire, tandis que les grandes villes sont plus libérales. À Paris, l'opposition, y compris les royalistes, est majoritaire, avec 234 000 voix, contre 77 000 pour les candidats soutenus par le gouvernement. Émile Ollivier est lui-même battu à Paris mais élu dans le Var. Pour la première fois, le patronage gouvernemental devient compromettant. En conséquence, la tendance qui l'emporte réellement à ces élections est celle qui se définit « indépendante dynastique » ou « conservateur libéral » et concerne des candidats qui ne sont pas hostiles à l'empereur mais qui veulent contrôler son pouvoir personnel.
Concrètement, au Corps législatif, ces élections marquent le recul important des bonapartistes autoritaires (97 sièges) face au grand vainqueur, le Tiers-Parti (125 sièges), et face aux orléanistes de Thiers (41 sièges) qui progressent fortement face à la stagnation des républicains (30 sièges). Avec 118 élus, les candidats officiels sont en minorité, mais constituent une majorité de 216 députés (sur un total de 292) avec les 98 gouvernementaux libéraux. Si le régime garde le soutien essentiel de la paysannerie, les ouvriers ont rallié pour la première fois en majorité les candidats républicains, ce qui sonne comme un échec pour la politique d'ouverture sociale de Napoléon III. L'union entre les internationalistes et les bourgeois républicains devient dès lors un fait accompli[réf. nécessaire].

## Résultats
|                           |                            |                           |            |       |        |               |
| Parti                     | Parti                      | Parti                     | Voix       | %     | Sièges | +/-           |
|                           |                            | Bonapartistes libéraux    | 4 636 713  | 58,67 | 120    | —             |
|                           | Bonapartistes autoritaires | 92                        | 4 636 713  | 58,67 | —      |               |
| Total Bonapartistes       | Total Bonapartistes        | 212                       | 4 636 713  | 58,67 | 39     |               |
|                           |                            | Légitimistes              | 3 266 366  | 41,33 | 41     | 26            |
|                           | Républicains               | 30                        | 3 266 366  | 41,33 | 13     |               |
| Total Opposition          | Total Opposition           | 71                        | 3 266 366  | 41,33 | 39     |               |
|                           |                            |                           |            |       |        |               |
| Suffrages exprimés        | Suffrages exprimés         | Suffrages exprimés        | 7 903 079  | 96,50 |        |               |
| Votes blancs et invalides | Votes blancs et invalides  | Votes blancs et invalides | 286 402    | 3,50  |        |               |
| Total                     | Total                      | Total                     | 8 189 481  | 100   | 283    | en stagnation |
| Abstentions               | Abstentions                | Abstentions               | 1 915 739  | 18,90 |        |               |
| Inscrits / participation  | Inscrits / participation   | Inscrits / participation  | 10 135 220 | 80,80 |        |               |

## Conséquences politiques
À la suite de ces élections, Napoléon III accepte de nouvelles concessions tandis que « les violences républicaines inquiètent les modérés ». Après l'interpellation des 116, un senatus-consulte du 8 septembre 1869, le Corps législatif reçoit l'initiative des lois et le droit d'interpellation sans restriction. Le Sénat achève sa mue pour devenir une seconde chambre législative tandis que les ministres forment un cabinet responsable devant l'empereur. Mais le parti républicain, contrairement au pays qui réclame la réconciliation de la liberté et de l'ordre, refuse de se contenter des libertés acquises et refuse d'ailleurs tout compromis, se déclarant plus décidé que jamais à renverser l'Empire[réf. nécessaire]. Le meurtre du journaliste Victor Noir par Pierre Bonaparte, un membre de la famille impériale, donne aux révolutionnaires l'occasion si longtemps attendue le 10 janvier 1870[réf. nécessaire]. Mais l'émeute se termine par un échec.